# America's Next Top Model (mùa 5)
America's Next Top Model, Mùa thi 5 là mùa thứ năm của loạt chương trình America's Next Top Model. Thành phần hội đồng giám khảo có thay đổi so với mùa thi trước, Twiggy là gương mặt siêu mẫu nổi danh trong thập niên những năm 1960 thay thế cho siêu mẫu Janice Dickinson và J. Alexander thay thế vị trí của giám khảo Nolé Marin. Biểu ngữ cổ động cho mùa thi này: "Rung lên nào". Kể từ mùa thi này cho đến mùa thi 9, số lượng thí sinh bị giảm từ 14 xuống còn 13 người.
Điểm đến quốc tế được chọn là Luân Đôn cho top 6.
Cô gái 19 tuổi Nicole Linkletter đến từ Grand Forks, North Dakota, đã chiến thắng. Phần thưởng cô nhận được là: lên trang bìa cho tạp chí Elle & Elle Girl, một hợp đồng với công ty quản lý người mẫu Ford Models và một hợp đồng quảng cáo trị giá 100.000$ với mỹ phẩm CoverGirl.
Sau nửa cuộc thi, Ngôi nhà siêu mẫu bị bán cho chương trình Rock of Love with Bret Michaels của kênh VH1.

## Các thí sinh
(Tuổi tính khi tham gia cuộc thi)
| Thí sinh            | Tuổi | Chiều cao           | Đến từ                    | Bị loại ở | Hạng         |
| ------------------- | ---- | ------------------- | ------------------------- | --------- | ------------ |
| Ashley Black        | 22   | 173 cm (5 ft 8 in)  | Fort Lauderdale, Florida  | Tập 2     | 13           |
| Ebony Taylor        | 18   | 178 cm (5 ft 10 in) | Sylmar, California        | Tập 3     | 12           |
| Cassandra Whitehead | 19   | 170 cm (5 ft 7 in)  | Houston, Texas            | Tập 4     | 11 (bỏ cuộc) |
| Sarah Rhoades       | 18   | 173 cm (5 ft 8 in)  | Boonville, Missouri       | Tập 4     | 10           |
| Diane Hernandez     | 23   | 180 cm (5 ft 11 in) | Orlando, Florida          | Tập 5     | 9            |
| Coryn Woitel        | 19   | 175 cm (5 ft 9 in)  | Minneapolis, Minnesota    | Tập 6     | 8            |
| Kyle Kavanagh       | 19   | 178 cm (5 ft 10 in) | Dexter, Michigan          | Tập 7     | 7            |
| Lisa D'Amato        | 24   | 173 cm (5 ft 8 in)  | Los Angeles, California   | Tập 10    | 6            |
| Kim Stolz           | 21   | 173 cm (5 ft 8 in)  | New York, New York        | Tập 11    | 5            |
| Jayla Rubinelli     | 20   | 173 cm (5 ft 8 in)  | Tucson, Arizona           | Tập 12    | 4            |
| Bre Scullark        | 19   | 173 cm (5 ft 8 in)  | Harlem, New York          | Tập 13    | 3            |
| Nik Pace            | 21   | 173 cm (5 ft 8 in)  | Atlanta, Georgia          | Tập 13    | 2            |
| Nicole Linkletter   | 19   | 175 cm (5 ft 9 in)  | Grand Forks, North Dakota | Tập 13    | 1            |

### Hội đồng giám khảo
- Tyra Banks
- Twiggy
- J. Alexander
- Nigel Barker

## Thứ tự gọi tên
| 1  | Cassandra | Erika     | Cassandra | Jayla     | Kyle     | Lisa     | Kimberly | Brittney     | Kimberly | Erika    | Nicole   | Erika    | Nicole |  |  |
| 2  | Erika     | Lisa      | Nicole    | Kyle      | Jayla    | Jayla    | Lisa     | Kimberly     | Brittney | Jayla    | Erika    | Nicole   | Erika  |  |  |
| 3  | Kyle      | Cassandra | Coryn     | Erika     | Erika    | Kimberly | Erika    | Erika        | Nicole   | Nicole   | Brittney | Brittney |        |  |  |
| 4  | Ashley    | Diane     | Kimberly  | Brittney  | Lisa     | Nicole   | Jayla    | Lisa         | Erika    | Brittney | Jayla    |          |        |  |  |
| 5  | Brittney  | Jayla     | Lisa      | Lisa      | Nicole   | Kyle     | Nicole   | Jayla Nicole | Jayla    | Kimberly |          |          |        |  |  |
| 6  | Kimberly  | Kyle      | Erika     | Diane     | Kimberly | Brittney | Brittney | Jayla Nicole | Lisa     |          |          |          |        |  |  |
| 7  | Sarah     | Brittney  | Brittney  | Coryn     | Coryn    | Erika    | Kyle     |              |          |          |          |          |        |  |  |
| 8  | Jayla     | Ebony     | Jayla     | Nicole    | Brittney | Coryn    |          |              |          |          |          |          |        |  |  |
| 9  | Coryn     | Coryn     | Sarah     | Kimberly  | Diane    |          |          |              |          |          |          |          |        |  |  |
| 10 | Nicole    | Nicole    | Kyle      | Sarah     |          |          |          |              |          |          |          |          |        |  |  |
| 11 | Diane     | Kimberly  | Diane     | Cassandra |          |          |          |              |          |          |          |          |        |  |  |
| 12 | Lisa      | Sarah     | Ebony     |           |          |          |          |              |          |          |          |          |        |  |  |
| 13 | Ebony     | Ashley    |           |           |          |          |          |              |          |          |          |          |        |  |  |

     Thí sinh bị loại
     Thí sinh bỏ thi
     Thí sinh rơi vào top nguy hiểm nhưng không bị loại
     Thí sinh chiến thắng chung cuộc
- Tập 8 là tập tổng hợp những khoảnh khắc đáng nhớ trong mùa thi thứ 5.

### Chụp ảnh
- Tập 2: Siêu nhân nữ trên không
- Tập 3: Nhà quê diện áo đẹp
- Tập 4: Bóng ma thời trang ám ảnh các cô gái trên máy chạy bộ
- Tập 5: Phẫu thuật thẩm mỹ suy đồi
- Tập 6: Chụp ảnh và quảng cáo cho thương hiệu Secret Deodorant
- Tập 7: Chân dung trắng đen; Chụp ảnh quảng cáo xe Ford Fusion trong bộ áo Pin-up thập niên 1940
- Tập 9: Phát khùng với lũ con trai thú tính
- Tập 10: Khỏa thân trong buồng điện thoại trong khi bị Paparazzi
- Tập 11: Lời giải thích hiện đại cho các tuyệt tác cổ điển cho quảng cáo kem dưỡng toàn thân Quench Body Lotion
- Tập 12: Ngôi sao Bollywood
- Tập 13: Quảng cáo và ảnh quảng cáo cho CoverGirl Trublend Powder

### Thay đổi vẻ ngoài
- Ebony: thắt tóc thành dây (lấy nhiều sợi và cột lại thành một dây tóc dày hơn), phũ qua eo
- Cassandra: Nhuộm vàng và cắt giống Mia Farrow
- Sarah: Cắt so-le
- Diane: Nhuộm nâu sáng
- Coryn: Nhuộm vàng và tỉa lông mày
- Kyle: Nhuộm nâu Sô-cô-la
- Lisa: Nhuộm nâu Sô-cô-la; nhưng sau đó nhà tạo mẫu quyết định nhuộm vàng
- Kim: Nhuộm nâu đỏ
- Jayla: Nối thêm nhiều dây tóc dài; nhưng sau đó, nhà tạo mẫu tháo tóc nối và cắt ngắn
- Bre: Duỗi thẳng
- Nik: Nhuộm vàng mật ong
- Nicole: Uốn quăn